# ATP Challenger Bolton
Der ATP Challenger Bolton (offiziell: Bolton Challenger) war ein Tennisturnier, das zwischen 2001 und 2004 in Bolton, England, stattfand. Es gehörte zur ATP Challenger Tour und wurde in der Halle auf Hartplatz gespielt.

## Liste der Sieger

### Einzel
| Jahr                         | Sieger           | Finalgegner            | Ergebnis      |
| ---------------------------- | ---------------- | ---------------------- | ------------- |
| 2004                         | Marcos Baghdatis | Peter Wessels          | 6:1, 3:6, 6:2 |
| 2002–2003: nicht ausgetragen |                  |                        |               |
| 2001                         | Olivier Rochus   | Dennis van Scheppingen | 6:4, 7:63     |

### Doppel
| Jahr                         | Sieger                    | Finalgegner                      | Ergebnis |
| ---------------------------- | ------------------------- | -------------------------------- | -------- |
| 2004                         | Jeff Coetzee Jim Thomas   | Melle van Gemerden Peter Wessels | 7:5, 6:3 |
| 2002–2003: nicht ausgetragen |                           |                                  |          |
| 2001                         | Gilles Elseneer Wim Neefs | Lee Childs Mark Hilton           | 6:4, 6:3 |